# 完美睡眠主義症
完美睡眠主義症（英語：Orthosomnia）是一個醫學術語，指人們因過度在乎睡眠數據產生的焦慮，這實際上可能使他們的失眠症變得更糟。該詞於2017年被創造。